# Bóng chuyền tại Thế vận hội Mùa hè 2016 - Đội hình nữ
Bài này cho thấy đội hình của các đội tuyển tham gia môn bóng chuyền nữ ở Thế vận hội Mùa hè 2016 tại Rio de Janeiro.

## Bảng A

### Argentina
Đây là đội hình đội tuyển bóng chuyền nữ quốc gia Argentina tham dự Thế vận hội mùa hè 2016. 
Huấn luyện viên: Guillermo Orduna
| Số | Tên                 | Ngày sinh            | Chiều cao           | Cân nặng       | Nhảy đập        | Nhảy chắn       | Câu lạc bộ năm 2015–16     |
| -- | ------------------- | -------------------- | ------------------- | -------------- | --------------- | --------------- | -------------------------- |
| 2  | Tanya Acosta        | 11 tháng 3 năm 1991  | 1,82 m (6 ft 0 in)  | 70 kg (150 lb) | 287 cm (113 in) | 280 cm (110 in) | Gimnasia y Esgrima (LP)    |
| 3  | Yamila Nizetich (C) | 27 tháng 1 năm 1989  | 1,81 m (5 ft 11 in) | 74 kg (163 lb) | 305 cm (120 in) | 295 cm (116 in) | Nilufer                    |
| 5  | Lucía Fresco        | 14 tháng 5 năm 1991  | 1,95 m (6 ft 5 in)  | 92 kg (203 lb) | 304 cm (120 in) | 290 cm (110 in) | Robur Tiboni Urbino Volley |
| 9  | Clarisa Sagardía    | 29 tháng 6 năm 1989  | 1,74 m (5 ft 9 in)  | 67 kg (148 lb) | 290 cm (110 in) | 280 cm (110 in) | Boca Juniors               |
| 10 | Emilce Sosa         | 11 tháng 9 năm 1987  | 1,77 m (5 ft 10 in) | 75 kg (165 lb) | 305 cm (120 in) | 295 cm (116 in) | Esporte Clube Pinheiros    |
| 11 | Julieta Lazcano     | 25 tháng 7 năm 1989  | 1,90 m (6 ft 3 in)  | 74 kg (163 lb) | 312 cm (123 in) | 293 cm (115 in) | Istres Volley-Ball         |
| 12 | Tatiana Rizzo (L)   | 30 tháng 12 năm 1986 | 1,78 m (5 ft 10 in) | 64 kg (141 lb) | 280 cm (110 in) | 268 cm (106 in) | Boca Juniors               |
| 13 | Leticia Boscacci    | 8 tháng 11 năm 1985  | 1,86 m (6 ft 1 in)  | 70 kg (150 lb) | 302 cm (119 in) | 284 cm (112 in) | VC Kanti Schaffhausen      |
| 14 | Josefina Fernández  | 17 tháng 8 năm 1991  | 1,75 m (5 ft 9 in)  | 72 kg (159 lb) | 294 cm (116 in) | 284 cm (112 in) | Hotel VFM                  |
| 16 | Florencia Busquets  | 27 tháng 6 năm 1989  | 1,92 m (6 ft 4 in)  | 68 kg (150 lb) | 305 cm (120 in) | 290 cm (110 in) | Hotel VFM                  |
| 18 | Yael Castiglione    | 27 tháng 9 năm 1985  | 1,84 m (6 ft 0 in)  | 75 kg (165 lb) | 295 cm (116 in) | 281 cm (111 in) | Rio do Sul                 |
| 19 | Morena Franchi      | 19 tháng 2 năm 1993  | 1,64 m (5 ft 5 in)  | 62 kg (137 lb) | 285 cm (112 in) | 264 cm (104 in) | Vélez Sarsfield            |

### Brasil
Đây là đội hình đội tuyển bóng chuyền nữ quốc gia Brasil tham dự Thế vận hội Mùa hè 2016. 
Huấn luyện viên: José Roberto Guimarães
| Số | Tên                      | Ngày sinh            | Chiều cao           | Cân nặng       | Nhảy đập        | Nhảy chắn       | Câu lạc bộ năm 2015–16 |
| -- | ------------------------ | -------------------- | ------------------- | -------------- | --------------- | --------------- | ---------------------- |
| 1  | Fabiana Claudino (C)     | 24 tháng 1 năm 1985  | 1,93 m (6 ft 4 in)  | 76 kg (168 lb) | 314 cm (124 in) | 293 cm (115 in) | SESI São Paulo         |
| 2  | Juciely Cristina Barreto | 18 tháng 12 năm 1980 | 1,84 m (6 ft 0 in)  | 71 kg (157 lb) | 312 cm (123 in) | 289 cm (114 in) | Rio de Janeiro VC      |
| 3  | Dani Lins                | 5 tháng 1 năm 1985   | 1,81 m (5 ft 11 in) | 68 kg (150 lb) | 290 cm (110 in) | 276 cm (109 in) | Osasco VC              |
| 5  | Adenízia da Silva        | 18 tháng 12 năm 1986 | 1,85 m (6 ft 1 in)  | 63 kg (139 lb) | 312 cm (123 in) | 290 cm (110 in) | Osasco VC              |
| 6  | Thaísa Menezes           | 15 tháng 5 năm 1987  | 1,96 m (6 ft 5 in)  | 79 kg (174 lb) | 316 cm (124 in) | 301 cm (119 in) | Osasco VC              |
| 8  | Jaqueline Carvalho       | 31 tháng 12 năm 1986 | 1,86 m (6 ft 1 in)  | 70 kg (150 lb) | 302 cm (119 in) | 286 cm (113 in) | Minas Tênis Clube      |
| 10 | Gabriela Guimarães       | 19 tháng 5 năm 1994  | 1,76 m (5 ft 9 in)  | 59 kg (130 lb) | 295 cm (116 in) | 274 cm (108 in) | Rio de Janeiro VC      |
| 12 | Natália Pereira          | 4 tháng 4 năm 1989   | 1,83 m (6 ft 0 in)  | 76 kg (168 lb) | 300 cm (120 in) | 288 cm (113 in) | Rio de Janeiro VC      |
| 13 | Sheilla Castro           | 1 tháng 7 năm 1983   | 1,85 m (6 ft 1 in)  | 64 kg (141 lb) | 302 cm (119 in) | 284 cm (112 in) | VakifBank Istanbul     |
| 16 | Fernanda Garay           | 10 tháng 5 năm 1986  | 1,79 m (5 ft 10 in) | 74 kg (163 lb) | 308 cm (121 in) | 288 cm (113 in) | Dinamo Moscow          |
| 17 | Fabíola de Souza         | 3 tháng 2 năm 1983   | 1,84 m (6 ft 0 in)  | 70 kg (150 lb) | 300 cm (120 in) | 285 cm (112 in) | Voléro Zürich          |
| 19 | Léia Silva (L)           | 3 tháng 1 năm 1985   | 1,68 m (5 ft 6 in)  | 60 kg (130 lb) | 268 cm (106 in) | 254 cm (100 in) | Minas TC               |

### Cameroon
Đây là đội hình đội tuyển bóng chuyền nữ quốc gia Cameroon tham dự Thế vận hội Mùa hè 2016. 
Huấn luyện viên: Jean-René Akono
| Số | Tên                       | Ngày sinh            | Chiều cao           | Cân nặng       | Nhảy đập        | Nhảy chắn       | Câu lạc bộ năm 2015–16 |
| -- | ------------------------- | -------------------- | ------------------- | -------------- | --------------- | --------------- | ---------------------- |
| 1  | Stéphanie Fotso Mogoung   | 25 tháng 9 năm 1987  | 1,84 m (6 ft 0 in)  | 78 kg (172 lb) | 296 cm (117 in) | 259 cm (102 in) | VBC Chamalières        |
| 2  | Christelle Tchoudjang (C) | 7 tháng 7 năm 1989   | 1,84 m (6 ft 0 in)  | 80 kg (180 lb) | 295 cm (116 in) | 260 cm (100 in) | VBC Chamalières        |
| 4  | Raïssa Nasser (L)         | 19 tháng 8 năm 1994  | 1,73 m (5 ft 8 in)  | 73 kg (161 lb) | 270 cm (110 in) | 265 cm (104 in) | La Rochelle            |
| 5  | Théorine Aboa Mbeza       | 25 tháng 8 năm 1992  | 1,82 m (6 ft 0 in)  | 78 kg (172 lb) | 285 cm (112 in) | 270 cm (110 in) | FAP Yaoundé            |
| 6  | Laetitia Moma Bassoko     | 9 tháng 10 năm 1993  | 1,84 m (6 ft 0 in)  | 81 kg (179 lb) | 312 cm (123 in) | 287 cm (113 in) | VBC Chamalières        |
| 7  | Henriette Koulla          | 14 tháng 9 năm 1992  | 1,69 m (5 ft 7 in)  | 67 kg (148 lb) | 275 cm (108 in) | 250 cm (98 in)  | Tremblay AC            |
| 10 | Berthrade Bikatal         | 23 tháng 7 năm 1992  | 1,83 m (6 ft 0 in)  | 76 kg (168 lb) | 297 cm (117 in) | 253 cm (100 in) | Nyong-et-Kéllé         |
| 11 | Victoire L'or Ngon Ntame  | 31 tháng 12 năm 1985 | 1,77 m (5 ft 10 in) | 79 kg (174 lb) | 288 cm (113 in) | 253 cm (100 in) | INJS Yaoundé           |
| 12 | Fawziya Abdoulkarim       | 1 tháng 3 năm 1989   | 1,80 m (5 ft 11 in) | 67 kg (148 lb) | 292 cm (115 in) | 259 cm (102 in) | Bafia Evolution        |
| 13 | Madeleine Bodo Essissima  | 29 tháng 4 năm 1992  | 1,82 m (6 ft 0 in)  | 75 kg (165 lb) | 275 cm (108 in) | 270 cm (110 in) | FAP Yaoundé            |
| 14 | Yolande Amana Guigolo     | 15 tháng 9 năm 1997  | 1,84 m (6 ft 0 in)  | 78 kg (172 lb) | 275 cm (108 in) | 270 cm (110 in) | Bafia Evolution        |
| 15 | Emelda Piata Zessi        | 8 tháng 4 năm 1997   | 1,90 m (6 ft 3 in)  | 65 kg (143 lb) | 275 cm (108 in) | 270 cm (110 in) | Bafia Evolution        |

### Nhật Bản
Đây là đội hình đội tuyển bóng chuyền nữ quốc gia Nhật Bản tham dự Thế vận hội Mùa hè 2016. 
Huấn luyện viên: Manabe Masayoshi
| Số | Tên              | Ngày sinh            | Chiều cao           | Cân nặng       | Nhảy đập        | Nhảy chắn       | Câu lạc bộ năm 2015–16 |
| -- | ---------------- | -------------------- | ------------------- | -------------- | --------------- | --------------- | ---------------------- |
| 1  | Nagaoka Miyu     | 25 tháng 7 năm 1991  | 1,79 m (5 ft 10 in) | 68 kg (150 lb) | 310 cm (120 in) | 298 cm (117 in) | Hisamitsu Springs      |
| 2  | Miyashita Haruka | 1 tháng 9 năm 1994   | 1,77 m (5 ft 10 in) | 61 kg (134 lb) | 298 cm (117 in) | 272 cm (107 in) | Okayama Seagulls       |
| 3  | Kimura Saori (C) | 19 tháng 8 năm 1986  | 1,85 m (6 ft 1 in)  | 65 kg (143 lb) | 304 cm (120 in) | 293 cm (115 in) | Toray Arrows           |
| 5  | Sato Arisa (L)   | 18 tháng 7 năm 1989  | 1,64 m (5 ft 5 in)  | 52 kg (115 lb) | 275 cm (108 in) | 266 cm (105 in) | Hitachi Rivale         |
| 6  | Nabeya Yurie     | 15 tháng 12 năm 1993 | 1,76 m (5 ft 9 in)  | 58 kg (128 lb) | 302 cm (119 in) | 285 cm (112 in) | Denso Airybees         |
| 7  | Yamaguchi Mai    | 3 tháng 7 năm 1983   | 1,76 m (5 ft 9 in)  | 62 kg (137 lb) | 304 cm (120 in) | 292 cm (115 in) | Okayama Seagulls       |
| 9  | Shimamura Haruyo | 4 tháng 3 năm 1992   | 1,82 m (6 ft 0 in)  | 79 kg (174 lb) | 299 cm (118 in) | 290 cm (110 in) | NEC Red Rockets        |
| 11 | Araki Erika      | 3 tháng 8 năm 1984   | 1,86 m (6 ft 1 in)  | 78 kg (172 lb) | 304 cm (120 in) | 301 cm (119 in) | Toyota Queenseis       |
| 12 | Ishii Yuki       | 8 tháng 5 năm 1991   | 1,80 m (5 ft 11 in) | 68 kg (150 lb) | 302 cm (119 in) | 286 cm (113 in) | Hisamitsu Springs      |
| 16 | Sakoda Saori     | 18 tháng 12 năm 1987 | 1,75 m (5 ft 9 in)  | 63 kg (139 lb) | 305 cm (120 in) | 279 cm (110 in) | Toray Arrows           |
| 18 | Zayasu Kotoki    | 11 tháng 1 năm 1990  | 1,59 m (5 ft 3 in)  | 57 kg (126 lb) | 270 cm (110 in) | 255 cm (100 in) | Hisamitsu Springs      |
| 20 | Tashiro Kanami   | 25 tháng 3 năm 1991  | 1,73 m (5 ft 8 in)  | 66 kg (146 lb) | 283 cm (111 in) | 273 cm (107 in) | Toray Arrows           |

### Nga
Đây là đội hình đội tuyển bóng chuyền nữ quốc gia Nga tham dự Thế vận hội Mùa hè 2016. 
Huấn luyện viên: Yuri Marichev
| Số | Tên                      | Ngày sinh            | Chiều cao           | Cân nặng       | Nhảy đập        | Nhảy chắn       | Câu lạc bộ năm 2015–16 |
| -- | ------------------------ | -------------------- | ------------------- | -------------- | --------------- | --------------- | ---------------------- |
| 1  | Yana Shcherban           | 6 tháng 9 năm 1989   | 1,85 m (6 ft 1 in)  | 71 kg (157 lb) | 298 cm (117 in) | 294 cm (116 in) | Dynamo Moscow          |
| 3  | Elena Ezhova             | 14 tháng 8 năm 1977  | 1,78 m (5 ft 10 in) | 69 kg (152 lb) | 288 cm (113 in) | 282 cm (111 in) | Dynamo Kazan           |
| 4  | Irina Zaryazhko          | 4 tháng 10 năm 1991  | 1,96 m (6 ft 5 in)  | 78 kg (172 lb) | 305 cm (120 in) | 290 cm (110 in) | Uralochka Ekaterinburg |
| 6  | Daria Malygina           | 4 tháng 4 năm 1994   | 2,02 m (6 ft 8 in)  | 82 kg (181 lb) | 317 cm (125 in) | 305 cm (120 in) | Zarechie Odintsovo     |
| 8  | Nataliya Goncharova      | 1 tháng 6 năm 1989   | 1,94 m (6 ft 4 in)  | 75 kg (165 lb) | 315 cm (124 in) | 306 cm (120 in) | Dynamo Moscow          |
| 9  | Vera Ulyakina            | 21 tháng 8 năm 1986  | 1,80 m (5 ft 11 in) | 73 kg (161 lb) | 298 cm (117 in) | 293 cm (115 in) | Dynamo Moscow          |
| 10 | Ekaterina Kosianenko (C) | 2 tháng 2 năm 1990   | 1,78 m (5 ft 10 in) | 64 kg (141 lb) | 290 cm (110 in) | 285 cm (112 in) | Dynamo Moscow          |
| 14 | Irina Fetisova           | 7 tháng 9 năm 1994   | 1,90 m (6 ft 3 in)  | 76 kg (168 lb) | 307 cm (121 in) | 286 cm (113 in) | Dynamo Moscow          |
| 15 | Tatiana Kosheleva        | 23 tháng 12 năm 1988 | 1,91 m (6 ft 3 in)  | 67 kg (148 lb) | 315 cm (124 in) | 305 cm (120 in) | Dinamo Krasnodar       |
| 16 | Irina Voronkova          | 20 tháng 10 năm 1995 | 1,90 m (6 ft 3 in)  | 84 kg (185 lb) | 305 cm (120 in) | 290 cm (110 in) | Zarechie Odintsovo     |
| 19 | Anna Malova (L)          | 16 tháng 4 năm 1990  | 1,75 m (5 ft 9 in)  | 59 kg (130 lb) | 286 cm (113 in) | 290 cm (110 in) | Dynamo Moscow          |
| 20 | Anastasia Shlyakhovaya   | 5 tháng 10 năm 1990  | 1,92 m (6 ft 4 in)  | 69 kg (152 lb) | 313 cm (123 in) | 307 cm (121 in) | Dinamo Krasnodar       |

### Hàn Quốc
Đây là đội hình đội tuyển bóng chuyền nữ quốc gia Hàn Quốc tham dự Thế vận hội Mùa hè 2016. 
Huấn luyện viên: Lee Jung-chul
| Số | Tên                | Ngày sinh            | Chiều cao           | Cân nặng       | Nhảy đập        | Nhảy chắn       | Câu lạc bộ 2015–16      |
| -- | ------------------ | -------------------- | ------------------- | -------------- | --------------- | --------------- | ----------------------- |
| 3  | Lee Hyo-hee        | 9 tháng 9 năm 1980   | 1,73 m (5 ft 8 in)  | 57 kg (126 lb) | 280 cm (110 in) | 271 cm (107 in) | Korea Expressway Corp.  |
| 4  | Kim Hee-jin        | 29 tháng 4 năm 1991  | 1,85 m (6 ft 1 in)  | 75 kg (165 lb) | 300 cm (120 in) | 295 cm (116 in) | IBK Altos               |
| 5  | Kim Hae-ran (L)    | 16 tháng 3 năm 1984  | 1,68 m (5 ft 6 in)  | 57 kg (126 lb) | 280 cm (110 in) | 270 cm (110 in) | Korea Ginseng Corp.     |
| 6  | Hwang Youn-joo     | 13 tháng 8 năm 1986  | 1,77 m (5 ft 10 in) | 64 kg (141 lb) | 285 cm (112 in) | 265 cm (104 in) | Hyundai E&C             |
| 7  | Lee Jae-yeong      | 15 tháng 10 năm 1996 | 1,79 m (5 ft 10 in) | 63 kg (139 lb) | 286 cm (113 in) | 267 cm (105 in) | Heungkuk Life Insurance |
| 8  | Nam Jie-youn       | 15 tháng 5 năm 1983  | 1,70 m (5 ft 7 in)  | 61 kg (134 lb) | 285 cm (112 in) | 273 cm (107 in) | IBK Altos               |
| 10 | Kim Yeon-koung (C) | 26 tháng 2 năm 1988  | 1,92 m (6 ft 4 in)  | 73 kg (161 lb) | 310 cm (120 in) | 300 cm (120 in) | Fenerbahçe              |
| 11 | Kim Su-ji          | 11 tháng 7 năm 1987  | 1,86 m (6 ft 1 in)  | 68 kg (150 lb) | 303 cm (119 in) | 294 cm (116 in) | Heungkuk Life Insurance |
| 13 | Park Jeong-ah      | 26 tháng 3 năm 1993  | 1,87 m (6 ft 2 in)  | 73 kg (161 lb) | 300 cm (120 in) | 290 cm (110 in) | IBK Altos               |
| 14 | Yang Hyo-jin       | 14 tháng 12 năm 1989 | 1,90 m (6 ft 3 in)  | 72 kg (159 lb) | 308 cm (121 in) | 301 cm (119 in) | Hyundai E&C             |
| 16 | Bae Yoo-na         | 30 tháng 11 năm 1989 | 1,82 m (6 ft 0 in)  | 66 kg (146 lb) | 288 cm (113 in) | 280 cm (110 in) | Korea Expressway Corp.  |
| 17 | Yeum Hye-seon      | 3 tháng 2 năm 1991   | 1,77 m (5 ft 10 in) | 65 kg (143 lb) | 278 cm (109 in) | 263 cm (104 in) | Hyundai E&C             |

## Bảng B

### Trung Quốc
Đây là đội hình đội tuyển bóng chuyền nữ quốc gia Trung Quốc tham dự Thế vận hội Mùa hè 2016. 
Huấn luyện viên: Lang Bình
| Số | Tên                | Ngày sinh            | Chiều cao           | Cân nặng       | Nhảy đập        | Nhảy chắn       | Câu lạc bộ 2016–17 |
| -- | ------------------ | -------------------- | ------------------- | -------------- | --------------- | --------------- | ------------------ |
| 1  | Viên Tâm Nguyệt    | 21 tháng 12 năm 1996 | 2,01 m (6 ft 7 in)  | 78 kg (172 lb) | 317 cm (125 in) | 311 cm (122 in) | CLB Quân đội       |
| 2  | Zhu Ting           | 29 tháng 11 năm 1994 | 1,98 m (6 ft 6 in)  | 78 kg (172 lb) | 327 cm (129 in) | 300 cm (120 in) | VakıfBank          |
| 3  | Yang Fangxu        | 6 tháng 10 năm 1994  | 1,90 m (6 ft 3 in)  | 71 kg (157 lb) | 308 cm (121 in) | 300 cm (120 in) | Shandong           |
| 6  | Gong Xiangyu       | 21 tháng 4 năm 1997  | 1,86 m (6 ft 1 in)  | 72 kg (159 lb) | 313 cm (123 in) | 302 cm (119 in) | Giang Tô           |
| 7  | Ngụy Thu Nguyệt    | 26 tháng 9 năm 1988  | 1,82 m (6 ft 0 in)  | 65 kg (143 lb) | 305 cm (120 in) | 300 cm (120 in) | Tianjin            |
| 9  | Trương Thường Ninh | 6 tháng 11 năm 1995  | 1,93 m (6 ft 4 in)  | 80 kg (180 lb) | 315 cm (124 in) | 303 cm (119 in) | Giang Tô           |
| 10 | Lưu Hiểu Đồng      | 16 tháng 2 năm 1990  | 1,88 m (6 ft 2 in)  | 70 kg (150 lb) | 312 cm (123 in) | 300 cm (120 in) | Beijing            |
| 11 | Từ Vân Lệ          | 2 tháng 8 năm 1987   | 1,95 m (6 ft 5 in)  | 75 kg (165 lb) | 325 cm (128 in) | 306 cm (120 in) | Fujian             |
| 12 | Huệ Nhược Kỳ (C)   | 4 tháng 3 năm 1991   | 1,92 m (6 ft 4 in)  | 72 kg (159 lb) | 315 cm (124 in) | 305 cm (120 in) | Giang Tô           |
| 15 | Lin Li (L)         | 5 tháng 7 năm 1992   | 1,71 m (5 ft 7 in)  | 65 kg (143 lb) | 294 cm (116 in) | 294 cm (116 in) | Fujian             |
| 16 | Đinh Hà            | 13 tháng 1 năm 1990  | 1,80 m (5 ft 11 in) | 61 kg (134 lb) | 305 cm (120 in) | 300 cm (120 in) | Liêu Ninh          |
| 17 | Yan Ni             | 2 tháng 3 năm 1987   | 1,92 m (6 ft 4 in)  | 74 kg (163 lb) | 317 cm (125 in) | 306 cm (120 in) | Liêu Ninh          |

### Ý
Đây là đội hình đội tuyển bóng chuyền nữ quốc gia Ý tham dự Thế vận hội Mùa hè 2016. 
Huấn luyện viên: Marco Bonitta
| Số | Tên                    | Ngày sinh            | Chiều cao           | Cân nặng       | Nhảy đập        | Nhảy chắn       | Câu lạc bộ năm 2015–16 |
| -- | ---------------------- | -------------------- | ------------------- | -------------- | --------------- | --------------- | ---------------------- |
| 1  | Serena Ortolani        | 7 tháng 1 năm 1987   | 1,87 m (6 ft 2 in)  | 63 kg (139 lb) | 315 cm (124 in) | 310 cm (120 in) | Imoco Volley           |
| 4  | Alessia Orro           | 18 tháng 7 năm 1998  | 1,80 m (5 ft 11 in) | 74 kg (163 lb) | 308 cm (121 in) | 302 cm (119 in) | Club Italia            |
| 6  | Monica De Gennaro (L)  | 8 tháng 1 năm 1987   | 1,74 m (5 ft 9 in)  | 67 kg (148 lb) | 270 cm (110 in) | 265 cm (104 in) | Imoco Volley           |
| 7  | Martina Guiggi         | 1 tháng 5 năm 1984   | 1,87 m (6 ft 2 in)  | 80 kg (180 lb) | 317 cm (125 in) | 312 cm (123 in) | AGIL Novara            |
| 8  | Alessia Gennari        | 3 tháng 11 năm 1991  | 1,84 m (6 ft 0 in)  | 68 kg (150 lb) | 305 cm (120 in) | 238 cm (94 in)  | Bergamo Foppapedretti  |
| 9  | Nadia Centoni          | 19 tháng 6 năm 1981  | 1,82 m (6 ft 0 in)  | 63 kg (139 lb) | 315 cm (124 in) | 311 cm (122 in) | Galatasaray S.K.       |
| 11 | Cristina Chirichella   | 10 tháng 2 năm 1994  | 1,95 m (6 ft 5 in)  | 73 kg (161 lb) | 320 cm (130 in) | 315 cm (124 in) | AGIL Novara            |
| 14 | Eleonora Lo Bianco     | 22 tháng 12 năm 1979 | 1,71 m (5 ft 7 in)  | 67 kg (148 lb) | 300 cm (120 in) | 295 cm (116 in) | Galatasaray S.K.       |
| 15 | Antonella Del Core (C) | 5 tháng 11 năm 1980  | 1,80 m (5 ft 11 in) | 75 kg (165 lb) | 310 cm (120 in) | 305 cm (120 in) | Dynamo Kazan           |
| 16 | Miriam Sylla           | 8 tháng 1 năm 1995   | 1,84 m (6 ft 0 in)  | 80 kg (180 lb) | 320 cm (130 in) | 315 cm (124 in) | Bergamo Foppapedretti  |
| 18 | Paola Egonu            | 18 tháng 12 năm 1998 | 1,90 m (6 ft 3 in)  | 70 kg (150 lb) | 336 cm (132 in) | 330 cm (130 in) | Club Italia            |
| 20 | Anna Danesi            | 20 tháng 4 năm 1996  | 1,95 m (6 ft 5 in)  | 75 kg (165 lb) | 312 cm (123 in) | 308 cm (121 in) | Club Italia            |

### Hà Lan
Đây là đội hình đội tuyển bóng chuyền nữ quốc gia Hà Lan tham dự Thế vận hội Mùa hè 2016. 
Huấn luyện viên: Giovanni Guidetti
| Số | Tên                           | Ngày sinh            | Chiều cao           | Cân nặng       | Nhảy đập        | Nhảy chắn       | Câu lạc bộ năm 2015–16 |
| -- | ----------------------------- | -------------------- | ------------------- | -------------- | --------------- | --------------- | ---------------------- |
| 2  | Femke Stoltenborg             | 30 tháng 7 năm 1991  | 1,89 m (6 ft 2 in)  | 81 kg (179 lb) | 303 cm (119 in) | 299 cm (118 in) | MTV Stuttgart          |
| 3  | Yvon Beliën                   | 28 tháng 12 năm 1993 | 1,88 m (6 ft 2 in)  | 73 kg (161 lb) | 307 cm (121 in) | 303 cm (119 in) | River Volley Piacenza  |
| 4  | Celeste Plak                  | 26 tháng 10 năm 1995 | 1,90 m (6 ft 3 in)  | 87 kg (192 lb) | 314 cm (124 in) | 302 cm (119 in) | Volley Bergamo         |
| 5  | Robin de Kruijf               | 5 tháng 5 năm 1991   | 1,92 m (6 ft 4 in)  | 81 kg (179 lb) | 313 cm (123 in) | 300 cm (120 in) | VakifBank Istanbul     |
| 6  | Maret Balkestein-Grothues (C) | 16 tháng 9 năm 1988  | 1,80 m (5 ft 11 in) | 68 kg (150 lb) | 304 cm (120 in) | 285 cm (112 in) | Atom Trefl Sopot       |
| 7  | Quinta Steenbergen            | 2 tháng 4 năm 1985   | 1,89 m (6 ft 2 in)  | 75 kg (165 lb) | 309 cm (122 in) | 300 cm (120 in) | VK Prostějov           |
| 8  | Judith Pietersen              | 3 tháng 7 năm 1989   | 1,88 m (6 ft 2 in)  | 73 kg (161 lb) | 306 cm (120 in) | 296 cm (117 in) | Pallavolo Scandicci    |
| 9  | Myrthe Schoot (L)             | 29 tháng 8 năm 1988  | 1,82 m (6 ft 0 in)  | 70 kg (150 lb) | 298 cm (117 in) | 286 cm (113 in) | Dresdner SC            |
| 10 | Lonneke Slöetjes              | 15 tháng 11 năm 1990 | 1,91 m (6 ft 3 in)  | 76 kg (168 lb) | 322 cm (127 in) | 315 cm (124 in) | VakifBank Istanbul     |
| 11 | Anne Buijs                    | 2 tháng 12 năm 1991  | 1,91 m (6 ft 3 in)  | 73 kg (161 lb) | 317 cm (125 in) | 299 cm (118 in) | VakifBank Istanbul     |
| 14 | Laura Dijkema                 | 18 tháng 2 năm 1990  | 1,84 m (6 ft 0 in)  | 70 kg (150 lb) | 293 cm (115 in) | 279 cm (110 in) | Dresdner SC            |
| 16 | Debby Stam                    | 24 tháng 7 năm 1984  | 1,84 m (6 ft 0 in)  | 69 kg (152 lb) | 303 cm (119 in) | 281 cm (111 in) | Rocheville Le Cannet   |

### Puerto Rico
Đây là đội hình đội tuyển bóng chuyền nữ quốc gia Puerto Rico tham dự Thế vận hội Mùa hè 2016. 
Huấn luyện viên: Juan Carlos Núñez
| Số | Tên                  | Ngày sinh            | Chiều cao           | Cân nặng       | Nhảy đập        | Nhảy chắn       | Câu lạc bộ năm 2015–16  |
| -- | -------------------- | -------------------- | ------------------- | -------------- | --------------- | --------------- | ----------------------- |
| 1  | Debora Seilhamer (L) | 4 tháng 10 năm 1985  | 1,66 m (5 ft 5 in)  | 61 kg (134 lb) | 245 cm (96 in)  | 240 cm (94 in)  | Lancheras de Cataño     |
| 2  | Shara Venegas (L)    | 18 tháng 9 năm 1992  | 1,73 m (5 ft 8 in)  | 68 kg (150 lb) | 280 cm (110 in) | 272 cm (107 in) | Criollas de Caguas      |
| 3  | Vilmarie Mojica      | 13 tháng 8 năm 1985  | 1,80 m (5 ft 11 in) | 63 kg (139 lb) | 295 cm (116 in) | 288 cm (113 in) | Valencianas de Juncos   |
| 6  | Yarimar Rosa (C)     | 20 tháng 6 năm 1988  | 1,78 m (5 ft 10 in) | 62 kg (137 lb) | 295 cm (116 in) | 285 cm (112 in) | Beşiktaş                |
| 7  | Stephanie Enright    | 15 tháng 12 năm 1990 | 1,79 m (5 ft 10 in) | 56 kg (123 lb) | 300 cm (120 in) | 292 cm (115 in) | Criollas de Caguas      |
| 9  | Áurea Cruz           | 10 tháng 1 năm 1982  | 1,80 m (5 ft 11 in) | 63 kg (139 lb) | 310 cm (120 in) | 290 cm (110 in) | AGIL Novara             |
| 10 | Diana Reyes          | 24 tháng 4 năm 1993  | 1,91 m (6 ft 3 in)  | 76 kg (168 lb) | 303 cm (119 in) | 299 cm (118 in) | Criollas de Caguas      |
| 11 | Karina Ocasio        | 1 tháng 8 năm 1985   | 1,92 m (6 ft 4 in)  | 76 kg (168 lb) | 298 cm (117 in) | 288 cm (113 in) | Criollas de Caguas      |
| 14 | Natalia Valentín     | 12 tháng 9 năm 1989  | 1,70 m (5 ft 7 in)  | 61 kg (134 lb) | 244 cm (96 in)  | 240 cm (94 in)  | Leonas de Ponce         |
| 15 | Daly Santana         | 19 tháng 2 năm 1995  | 1,78 m (5 ft 10 in) | 63 kg (139 lb) | 243 cm (96 in)  | 219 cm (86 in)  | Capitalinas de San Juan |
| 16 | Alexandra Oquendo    | 3 tháng 2 năm 1984   | 1,89 m (6 ft 2 in)  | 75 kg (165 lb) | 297 cm (117 in) | 284 cm (112 in) | Lancheras de Cataño     |
| 18 | Lynda Morales        | 20 tháng 5 năm 1988  | 1,88 m (6 ft 2 in)  | 74 kg (163 lb) | 250 cm (98 in)  | 248 cm (98 in)  | Criollas de Caguas      |

### Serbia
Đây là đội hình đội tuyển bóng chuyền nữ quốc gia Serbia tham dự Thế vận hội Mùa hè 2016. 
Huấn luyện viên: Zoran Terzić
| Số | Tên                 | Ngày sinh            | Chiều cao           | Cân nặng       | Nhảy đập        | Nhảy chắn       | Câu lạc bộ năm 2015–16 |
| -- | ------------------- | -------------------- | ------------------- | -------------- | --------------- | --------------- | ---------------------- |
| 1  | Bianka Buša         | 25 tháng 7 năm 1994  | 1,87 m (6 ft 2 in)  | 74 kg (163 lb) | 293 cm (115 in) | 282 cm (111 in) | CSM Târgoviște         |
| 2  | Jovana Brakočević   | 5 tháng 3 năm 1988   | 1,96 m (6 ft 5 in)  | 82 kg (181 lb) | 309 cm (122 in) | 295 cm (116 in) | Vakıfbank Istanbul     |
| 4  | Bojana Živković     | 29 tháng 3 năm 1988  | 1,86 m (6 ft 1 in)  | 72 kg (159 lb) | 300 cm (120 in) | 292 cm (115 in) | Voléro Zürich          |
| 6  | Tijana Malešević    | 18 tháng 3 năm 1991  | 1,85 m (6 ft 1 in)  | 78 kg (172 lb) | 300 cm (120 in) | 286 cm (113 in) | AGIL Novara            |
| 9  | Brankica Mihajlović | 13 tháng 4 năm 1991  | 1,90 m (6 ft 3 in)  | 83 kg (183 lb) | 302 cm (119 in) | 290 cm (110 in) | Fenerbahçe             |
| 10 | Maja Ognjenović (C) | 6 tháng 8 năm 1984   | 1,83 m (6 ft 0 in)  | 67 kg (148 lb) | 300 cm (120 in) | 293 cm (115 in) | Nordmeccanica Piacenza |
| 11 | Stefana Veljković   | 9 tháng 1 năm 1990   | 1,90 m (6 ft 3 in)  | 76 kg (168 lb) | 320 cm (130 in) | 305 cm (120 in) | Chemik Police          |
| 12 | Jelena Nikolić      | 13 tháng 4 năm 1982  | 1,94 m (6 ft 4 in)  | 79 kg (174 lb) | 315 cm (124 in) | 300 cm (120 in) | Bursa BB               |
| 15 | Jovana Stevanović   | 30 tháng 6 năm 1992  | 1,92 m (6 ft 4 in)  | 72 kg (159 lb) | 308 cm (121 in) | 295 cm (116 in) | Pomi Casalmaggiore     |
| 16 | Milena Rašić        | 25 tháng 10 năm 1990 | 1,91 m (6 ft 3 in)  | 72 kg (159 lb) | 315 cm (124 in) | 310 cm (120 in) | VakifBank Istanbul     |
| 17 | Silvija Popović (L) | 15 tháng 3 năm 1986  | 1,78 m (5 ft 10 in) | 65 kg (143 lb) | 286 cm (113 in) | 276 cm (109 in) | Voléro Zürich          |
| 19 | Tijana Bošković     | 8 tháng 3 năm 1997   | 1,93 m (6 ft 4 in)  | 82 kg (181 lb) | 310 cm (120 in) | 300 cm (120 in) | Eczacıbaşı VitrA       |

### Hoa Kỳ
Đây là đội hình đội tuyển bóng chuyền nữ quốc gia Hoa Kỳ tham dự Thế vận hội Mùa hè 2016. 
Huấn luyện viên: Karch Kiraly
| Số | Tên                  | Ngày sinh            | Chiều cao           | Cân nặng       | Nhảy đập        | Nhảy chắn       | Câu lạc bộ năm 2015–16 |
| -- | -------------------- | -------------------- | ------------------- | -------------- | --------------- | --------------- | ---------------------- |
| 1  | Alisha Glass         | 5 tháng 4 năm 1988   | 1,84 m (6 ft 0 in)  | 72 kg (159 lb) | 305 cm (120 in) | 300 cm (120 in) | Imoco Volley           |
| 2  | Kayla Banwarth (L)   | 21 tháng 1 năm 1989  | 1,78 m (5 ft 10 in) | 75 kg (165 lb) | 295 cm (116 in) | 283 cm (111 in) | USA Volleyball         |
| 3  | Courtney Thompson    | 4 tháng 11 năm 1984  | 1,70 m (5 ft 7 in)  | 66 kg (146 lb) | 276 cm (109 in) | 263 cm (104 in) | Rio de Janeiro VC      |
| 5  | Rachael Adams        | 3 tháng 6 năm 1990   | 1,88 m (6 ft 2 in)  | 81 kg (179 lb) | 318 cm (125 in) | 307 cm (121 in) | Imoco Volley           |
| 6  | Carli Lloyd          | 6 tháng 8 năm 1989   | 1,80 m (5 ft 11 in) | 75 kg (165 lb) | 313 cm (123 in) | 295 cm (116 in) | VBC Pallavollo Rosa    |
| 10 | Jordan Larson        | 16 tháng 10 năm 1986 | 1,88 m (6 ft 2 in)  | 75 kg (165 lb) | 302 cm (119 in) | 295 cm (116 in) | Eczacıbaşı VitrA       |
| 12 | Kelly Murphy         | 20 tháng 10 năm 1989 | 1,88 m (6 ft 2 in)  | 79 kg (174 lb) | 315 cm (124 in) | 307 cm (121 in) | Ageo Medics            |
| 13 | Christa Harmotto (C) | 12 tháng 10 năm 1986 | 1,88 m (6 ft 2 in)  | 79 kg (174 lb) | 322 cm (127 in) | 300 cm (120 in) | Fenerbahçe             |
| 15 | Kimberly Hill        | 30 tháng 11 năm 1989 | 1,93 m (6 ft 4 in)  | 72 kg (159 lb) | 320 cm (130 in) | 310 cm (120 in) | Vakıfbank Istanbul     |
| 16 | Foluke Akinradewo    | 5 tháng 10 năm 1987  | 1,91 m (6 ft 3 in)  | 79 kg (174 lb) | 331 cm (130 in) | 300 cm (120 in) | Voléro Zürich          |
| 23 | Kelsey Robinson      | 25 tháng 6 năm 1992  | 1,88 m (6 ft 2 in)  | 75 kg (165 lb) | 306 cm (120 in) | 300 cm (120 in) | Imoco Volley           |
| 25 | Karsta Lowe          | 2 tháng 2 năm 1993   | 1,93 m (6 ft 4 in)  | 75 kg (165 lb) | 315 cm (124 in) | 305 cm (120 in) | Futura Volley          |